# Lucy Hay, grevinna av Carlisle
Lucy Hay, grevinna av Carlisle, född Percy 1599, död 5 november 1660, var en engelsk hovfunktionär, känd för sin politiska aktivitet under engelska inbördeskriget, och för sin skönhet och kvickhet.

## Biografi

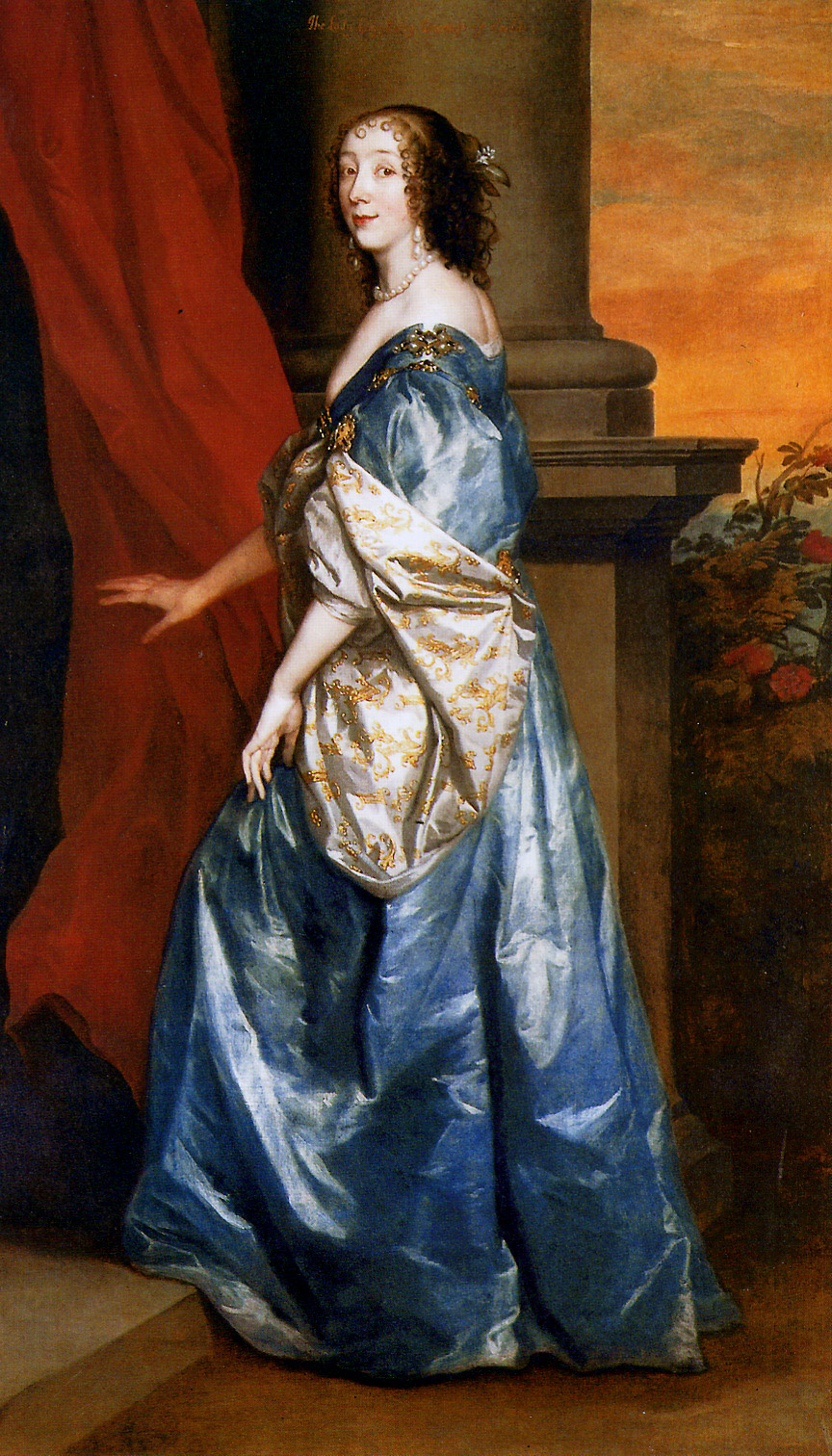
Lucy Hay, grevinna av Carlisle, porträtterad av Anthony van Dyck.

Lucy Hay var dotter till Henry Percy, 9:e earl av Northumberland och lady Dorothy Devereux, och gifte sig 1617 med James Hay, 1:e earl av Carlisle. Hon utnämndes 1626 till Lady of the Bedchamber (statsfru) hos Englands drottning Henrietta Maria av Frankrike. Hon blev en av Henrietta Marias gunstlingar, deltog i flera av dennas berömda maskpjäser och ansågs ha ett dåligt inflytande på henne. Hon tillhörde de mest framstående profilerna vid hovet hos Karl I av England. Hon var ett inspirationsobjekt för diktarna Thomas Carew, William Cartwright, Robert Herrick och John Suckling, som hyllade henne inom poesin, och för sir Toby Matthew, som skrev om henne i prosa.
Lucy Hay hade ett uppmärksammat förhållande med Thomas Wentworth, 1:e earl av Strafford, som gav henne sitt förtroende i politiska sammanhang. Efter dennes avrättning 1641 inledde hon ett förhållande med John Pym, och agerade som dennes spion på kungaparet vid hovet under den kris som ledde till det engelska inbördeskriget. Det var hon som 1642 avslöjade kungens planer på att arrestera oppositionen i parlamentet, och därmed gjorde det möjligt för bland andra hennes kusin Robert Devereux, 3:e earl av Essex, att fly.
År 1647 ställde hon sig på det moderata presbryterianska partiets sida, som fick använda hennes bostad som samlingspunkt. Hon ställde sig denna gång på monarkins sida, finansierade rojalistarmén under Henry Rich, 1:e earl av Holland genom att pantsätta sitt pärlhalsband för 1500 $, upprätthöll kontakt med kronprins Karl under hans blockad av Themsen och förmedlade kontakten mellan de engelska rojalisterna och drottningen. På grund av detta arresterades hon 21 mars 1649 och placerades i Towern, där hon hotades med tortyr på sträckbänken. Under fångenskapen brevväxlade hon genom sin bror lord Percy på chiffer med Karl I. Hon frigavs genom borgen 25 september 1650. Hon lyckades aldrig spela någon viktig roll inom politiken efter sin frigivning. Hon avled i apoplexi.

## Eftermäle
Lucy Hay anses vara förebilden för lady de Winter i  romanen De tre musketörerna av Alexandre Dumas den äldre.